# Валль, Ким
Ким Исабель Фредерика Валль (23 марта 1987, Гислов — 10 или 11 августа 2017, Балтийское море) — шведская журналистка. Была убита в ночь на 11 августа 2017 года Петером Мадсеном на борту его частной подводной лодки Nautilus в морской акватории Копенгагена.

## Жизнь
Ким Валль выросла в Треллеборге в Швеции и жила в Нью-Йорке. Окончила школу журналистики при Колумбийском университете в 2013 году, и Лондонскую школу экономики и политических наук. Её специальность как журналиста — международные отношения и политический анализ, регион — Юго-Восточная Азия. Валль работала журналистом в Гонконге, Китае, Индии, Австралии, Шри-Ланке и США. Писала для многочисленных международных СМИ, включая The Guardian, Foreign Policy, The Atlantic, Аль-Джазира, Slate, VICE, South China Morning Post, The Diplomat, The Independent и The New York Times.
За мультимедиа-репортаж «Исход» о Маршалловых островах, опубликованный в ноябре 2015 года на сайте газеты Süddeutsche Zeitung, Ким Валль, вместе с Колином Хосе и Яном Хендриком Хинцелем была награждена премией Гензель Мит 2016 года.

## Смерть

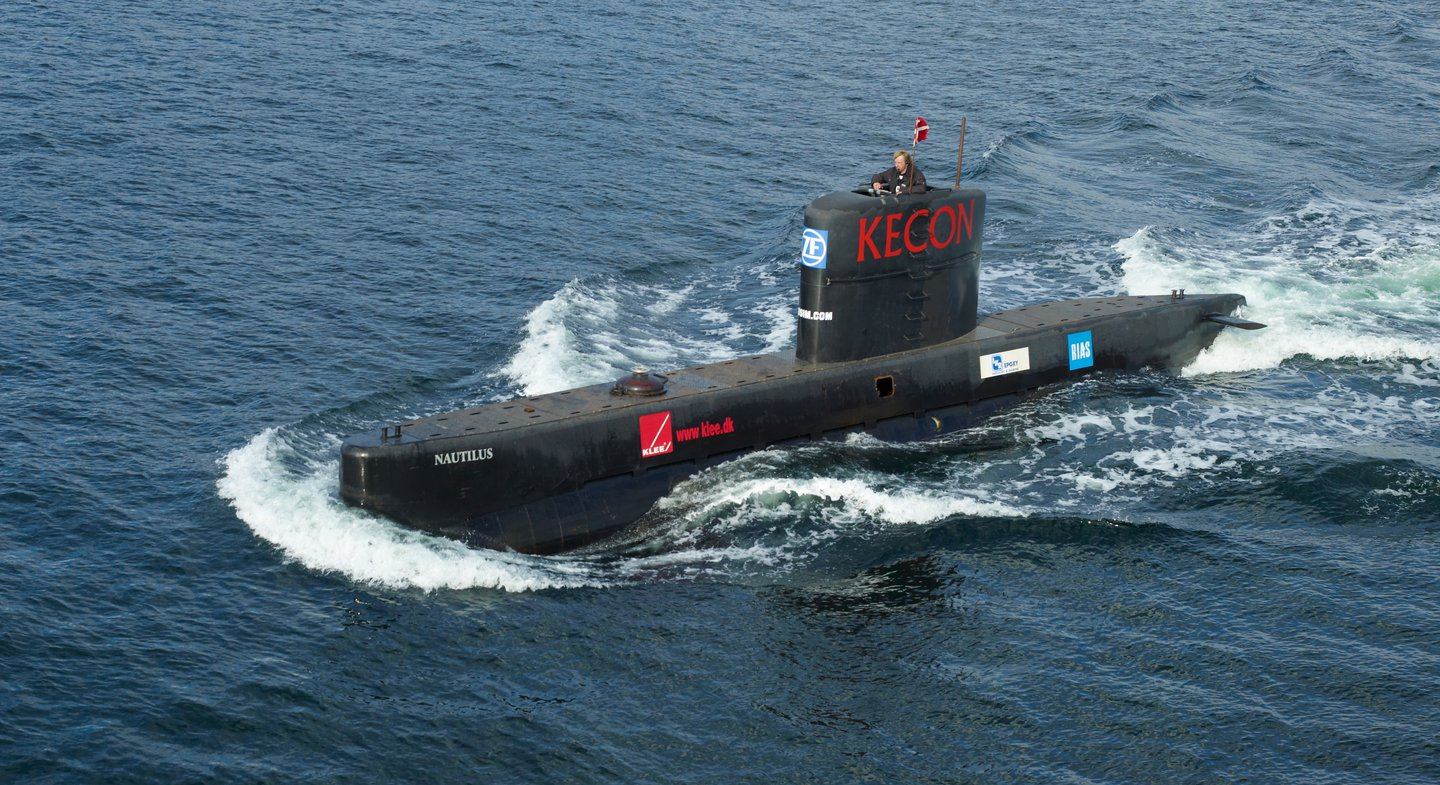
UC3 Nautilus с Питером Мэдсеном на рубке (2008)

Вечером 10 августа 2017 года Ким Валль поднялась на борт самодельной подводной лодки UC3 Nautilus, чтобы сделать репортаж о её создателе — датском дизайнере и изобретателе Петере Мадсене, но так и не вернулась домой. Судно затонуло, Мадсену удалось спастись. В эфире датского телеканала TV 2 Мадсен заявил, что высадил журналистку в тот же вечер в порту Копенгагена, на полуострове Рефсхалеёэн. Позже Мадсен признался, что на лодке произошёл несчастный случай, в результате которого Валль погибла, и он сбросил её тело в море, в бухте Кёге.
Мадсен был взят под стражу по подозрению в убийстве. 5 сентября 2017 года он заявил в суде, что Валль получила фатальную травму головы в результате падения люка подводной лодки, которое он тщетно пытался предотвратить.
Через десять дней после исчезновения Валль, 21 августа 2017 года на острове Амагер было обнаружено выброшенное на берег тело, с прикреплённым куском металла — видимо, с целью удержания его на морском дне. 23 августа полиция Копенгагена подтвердила, что был найден труп Ким Валль. Голова и ноги были отделены от туловища, вместе с одеждой и ножом они были найдены 6 октября 2017 года на морском дне недалеко от Копенгагена; они находились в полиэтиленовых пакетах, также утяжелённых металлическими предметами. На черепе не было переломов или иных следов тупой травмы , что опровергало заявление Мадсена о падении на голову Валль 70-килограммового люка.
В конце октября 2017 года стало известно, что Петер Мадсен сознался в расчленении трупа и выдвинул новую версию гибели Ким Валль — отравление угарным газом.

## Расследование и уголовное дело
Датская полиция собрала более 300 показаний. Поиск был расширен на территориальные воды Швеции, из-за течения. Вскоре была обнаружена и поднята затонувшая подводная лодка. При её осмотре выяснилось, что она была затоплена умышленно. Позже внутри лодки были обнаружены следы крови. ДНК-анализ показал, что кровь принадлежит Ким Валль. 23 января 2018 года прокуратура выдвинула обвинение против Петера Мадсена. По версии обвинения Мадсен пытал Валль, прежде чем убить её.
25 апреля 2018 года Петер Мадсен был признан виновным в убийстве Ким Валль и приговорён к пожизненному заключению. Защита намерена подать апелляцию.

## Стипендия
Семья Ким Валль в память о ней учредила стипендию для молодых журналистов.